# 时间单位
時間單位是測量時間所用的基本單位，是任何特定的时间间隔，用作测量或表达持续时间的标准方式。从大到小排列分别為千年、世紀、年代、年、季度、月、旬、星期、日、时辰、小时、刻、字（福建和廣東地區用法）、分、秒、毫秒（ms）、微秒（µs）、奈秒（ns）、皮秒（ps）、飛秒（fs）、阿秒（as）、仄秒（zs）、幺秒（ys）。
这些单元彼此之间没有一致的关系，需要插入。例如，一年不能分为 12 个 28 天的月份，因为 12 乘以 28 等于 336，远低于 365。公历中定义的年份为 365.2425 天，必须使用闰日和闰秒进行调整。因此，出于科学目的，这些单位现在都被定义为秒的倍数。基于秒数量级的时间单位包括微秒和毫秒。

## 历史
大多数历史社会使用的自然计时单位是日、太阳年和阴历。这些历法包括苏美尔历、埃及历、中国历、巴比伦历、古雅典历、佛历、印度历、伊斯兰教历、冰岛历、玛雅历和法国共和历。
现代历法起源于罗马历，后来演变为儒略历，然后演变为格里历，也就是公历。

## 列表
| 单位       | 时间长度       | 备注                                                                                               |
| ---------- | -------------- | -------------------------------------------------------------------------------------------------- |
| 普朗克时间 | 5.39 x 10−44 s | 光在真空传播一个普朗克长度所需的时间。理论上為时间最小可测量量。                                   |
| 亏秒       | 10-30s         | |
| 柔秒       | 10-27s         | |
| 幺秒       | 10−24s         | |
| 仄秒       | 10-21s         | 科学家测量出史上最短时间单位：247仄秒，一个光粒子穿过一个氢分子所需要的时间。1秒对它来说像是亿万年 |
| 阿秒       | 10−18 s        | 目前可测量的最短时间；原子外场电子的运动特征时间。                                                 |
| 飞秒       | 10−15 s        | 超快脉冲激光的脉宽；可见光的光周期；分子振动周期。                                                 |
| 皮秒       | 10−12 s        | 分子转动周期。                                                                                     |
| 纳秒       | 10−9 s         | 分子荧光辐射时间。                                                                                 |
| 微秒       | 10−6 s         | |
| 毫秒       | 10−3 s         | |
| 秒         | 1 s            | 国际单位制时间单位；铯133原子基态的两个超精细能级间跃迁对应辐射的9,192,631,770个周期的持续时间。   |
| 分         | 60 s           | |
| 字         | 5分            | 中國福建、广东等地用法                                                                             |
| 刻         | 15分           | |
| 小时       | 60分           | |
| 时辰       | 2小时          | 中国古代1时辰合今2小时                                                                             |
| 天、日     | 24小时         | |
| 週、星期   | 7天            | |
| 旬         | 10天           | 中国古代10天称1旬                                                                                  |
| 月         | 28–31天        | |
| 季         | 3（个）月      | 1年分四季                                                                                          |
| 年         | 12（个）月     | 一年为 365.2425 天；亦稱「歲」、「載」、「晉」、「稔」                                             |
| 平年       | 365天          | 52個星期1天                                                                                        |
| 閏年       | 366天          | 52個星期2天，四年一次閏年                                                                          |
| 年代       | 10年           | 亦稱「秩」                                                                                         |
| 紀         | 12年           | |
| 世         | 30年           | 《说文》：“三十年为一世。”                                                                         |
| 甲子       | 60年           | |
| 世纪       | 100年          | |
| 千紀、千年 | 1,000年        | |
| 时         | 小于期         | 见地质年代，国际地层委员会（ICS）不使用                                                            |
| 期         | 数百万年       | 见地质年代                                                                                         |
| 世         | 数千万年       | 见地质年代                                                                                         |
| 纪         | 数千万至数亿年 | 见地质年代                                                                                         |
| 代         | 数亿年         | 见地质年代                                                                                         |
| 宙         | 大于5亿年      | 见地质年代                                                                                         |

## 其他
- 紀元
- 太陽紀
- 默冬章
- 地質年代

## 參看
- 时间长度比较